# Siti Zulaikha Foudzi
Siti Zulaikha Foudzi (née en 1988) est une joueuse d'échecs malaisienne, plusieurs fois championne d'échecs de Malaisie.

## Palmarès national
Siti Zulaikha Foudzi a commencé à jouer au jeu d'échecs avec son père, Muhmad Faouzi Haji Ahmad, âgée de onze ans.
Un an plus tard, aux championnats nationaux de 1999, elle a surpris tout le monde, « y compris elle-même », lorsqu'elle remporte le titre national. C'est le premier titre d'une longue série : elle va remporter huit titres consécutifs entre 1999 et 2006. Sa série s'est arrêtée face à Nur Shazwani, qui l'empêche de briguer un neuvième titre consécutif.

## Palmarès
Pendant huit années consécutives, Siti Zulaikha Foudzi a été la championne nationale féminine de Malaisie, de 1999 à 2006. 

## Parcours avec la sélection nationale

### Parcours lors des olympiades d'échecs
Siti Zulaikha Foudzi joue pour la Malaisie lors des olympiades d'échecs féminines :
- en 2000, au premier échiquier de réserve  lors de la 34e Olympiade d'échecs qui s'est déroulée à Istanbul, en Turquie (6 victoires (+6), 2 matchs nuls (=2), 4 défaites (-4))[3]. Elle réalise sa meilleure performance individuelle en terminant 22e
- en 2002, au premier échiquier lors de la 35e Olympiade d'échecs qui s'est déroulée à Bled, en Slovénie (+2, = 8, -2)[3],
- en 2004, au premier échiquier lors de la 36e Olympiade d'échecs qui s'est déroulée à Calvià, en Espagne (+4, = 5, -5)[3],
- en 2006, au premier échiquier lors de la 37e Olympiade d'échecs qui s'est déroulée à Turin, en Italie (+6, = 1, -4)[3].

### Parcours lors des jeux asiatiques en salle
Siti Zulaikha Foudzi joue pour la Malaisie lors des jeux asiatiques en salle en 2007. Elle occupe le premier échiquier féminine et réalise un score de 5 points sur 6 possibles, soit 87% des points possibles, qui se décomposent en 4 victoires, 2 matchs nuls et aucune défaite.

## Normes de maître
Siti Zulaikha Foudzi est devenue maître FIDE féminine en 2004. 
Elle est aussi maître international féminin depuis 2006. Elle est la troisième femme malaisienne à décrocher ce titre.